# 아스팔트 5
《아스팔트 5》(영어: Asphalt 5)은 게임로프트에서 제작 및 발매한《아스팔트》시리즈의 5번째 넘버링 작품이다.